# U-19-Lacrosse-Weltmeisterschaften
Die Unter-19-Lacrosse-Weltmeisterschaften werden jedes vierte Jahr getrennt von Frauen und Männern ausgetragen, um die beste Mannschaft der teilnehmenden Länder zu ermitteln. Die Männermeisterschaften werden hierbei von der Federation of International Lacrosse  (FIL) und die Frauenmeisterschaften von der International Federation of Women’s Lacrosse Associations (IFWLA) organisiert. Die erste U-19-Männer-Lacrosse-Weltmeisterschaft wurde 1988 und die erste U-19-Frauen-Lacrosse-Weltmeisterschaft 1995 veranstaltet. Seit Beginn der Meisterschaften ist die Männermannschaft der USA jedes Mal Weltmeister geworden.
Die letzte Weltmeisterschaft der Männer fand 2008 in Coquitlam (British Columbia) statt, Gewinner war wieder die Mannschaft aus den USA. Die letzte Weltmeisterschaft der Frauen fand 2007 in Peterborough (Ontario) statt. Deutschland durfte an der U-19 WM mit einer U-21 Mannschaft mit einer Sondererlaubnis der ILF teilnehmen, da (Jugend)-Lacrosse in Deutschland noch in der Entwicklung war und ist.

## Geschichte

### ILF-U-19-Lacrosse-Weltmeisterschaften
| Jahr | Weltmeister        | Vize-Weltmeister | Gastgeber                    |
| ---- | ------------------ | ---------------- | ---------------------------- |
| 1988 | Vereinigte Staaten | Australien       | Adelaide, Australien         |
| 1992 | Vereinigte Staaten | Australien       | Long Island, New York        |
| 1996 | Vereinigte Staaten | Australien       | Tokio, Japan                 |
| 1999 | Vereinigte Staaten | Kanada           | Adelaide, Australien         |
| 2003 | Vereinigte Staaten | Kanada           | Baltimore (Maryland)         |
| 2008 | Vereinigte Staaten | Kanada           | Coquitlam (British Columbia) |
| 2012 | Vereinigte Staaten | Kanada           | Turku (Finnland)             |
| 2016 | Vereinigte Staaten | Kanada           | Coquitlam (British Columbia) |

### IFWLA-U-19-Lacrosse-Weltmeisterschaften
| Jahr | Weltmeister        | Vize-Weltmeister   | Gastgeber                 |
| ---- | ------------------ | ------------------ | ------------------------- |
| 1995 | Australien         | Vereinigte Staaten | Haverford (Pennsylvania)  |
| 1999 | Vereinigte Staaten | Australien         | Perth (Western Australia) |
| 2003 | Vereinigte Staaten | Australien         | Baltimore (Maryland)      |
| 2007 | Vereinigte Staaten | Australien         | Peterborough (Ontario)    |
| 2011 | Vereinigte Staaten | Australien         | Hannover (Niedersachsen)  |
| 2015 | Kanada             | Vereinigte Staaten | Edinburgh (Schottland)    |
| 2019 | Vereinigte Staaten | Kanada             | Peterborough (Ontario)    |